# Gelegenheitsschrift

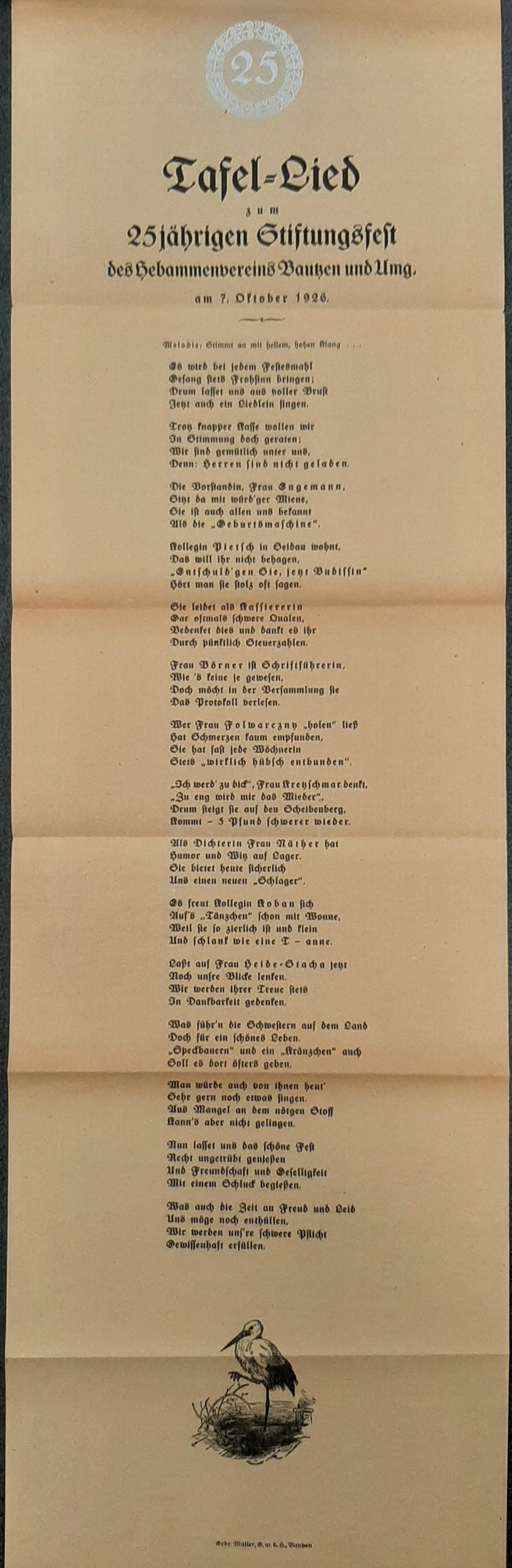
Tafel-Lied zum 25jährigen Stiftungsfest des Hebammenvereins Bautzen

Eine Gelegenheitsschrift wurde, analog zu einer Gelegenheitsrede, anlässlich eines Ereignisses verfasst. Gelegenheitsschriften lyrischer Art sind als Gelegenheitsdichtung bekannt, anlässlich von zu huldigenden Ereignissen bzw. Personen entstanden Huldigungsschriften. Auch gedruckte Trauerpredigten gehören zu den Gelegenheitsschriften.
Ein Überblick über solche zur grauen Literatur zu zählenden Schriften soll z. B. mit dem Gesamtkatalog der Personalschriften- und Leichenpredigtensammlungen geschaffen werden.